# ایوون سه‌رویس
ایوون سه‌رویس (انگلیسی: Yvonne Serruys; ۲۶ مارس ۱۸۷۳ – ۱ مهٔ ۱۹۵۳) مجسمه‌ساز، نقاش، و هنرمند تجسمی اهل بلژیک بود.
وی همچنین برندهٔ جوایزی همچون لژیون دونور شده است.

## زندگی‌نامه
سه‌رویس در منن، فلاندر غربی در خانواده ای ثروتمند و فرانسوی‌زبان به دنیا آمد. او نقاشی و طراحی را نزد امیل کلاوس آموخت. از سال ۱۸۹۲ تا ۱۸۹۴، در بروکسل در کارگاه نقاش ژرژ لمن، از اعضاء Les XX، به کار مشغول شد، اما پس از چندی نزد کلاوس درس بازگشت.
سه‌رویس پس از سفری به ایتالیا و یونان، نقاشی‌های خود را در سال ۱۸۹۸ در سالن واقع در پاریس به نمایش گذاشت. در این مرحله بود که او تصمیم گرفت مجسمه‌ساز شود، تصمیمی که او را به بروکسل بازگرداند، جایی که مطالعات جدیدی را با مجسمه‌ساز اژید رومبو آغاز کرد. در ۱۹۰۴، به پاریس بازگشت و در آنجا کارگاه خود را تأسیس کرد. آثار او شامل ۲۵۰ مجسمه و بیش از ۳۰۰ قطعه آبگینه بود. او تعدادی سفارش عمومی از جمله بنای یادبودی برای معلمش امیل کلاوس در خنت، یکی برای پل کامبون در تونس و یک یادبود جنگ در شهر خود دریافت و به انجام رساند. اکثر آثار او به سبک عاشقانه، عمدتاً پرتره و برهنه است، اما گاهی ارجاعات مذهبی نیز دارد.
او که یکی از اعضای فعال محفل ادبی بود، در یکی از این گردهمایی‌ها با همسر آینده اش پیر میل، نویسنده، روزنامه‌نگار و دیپلمات آشنا شد. آنها در سال ۱۹۰۹ در شهر منن ازدواج کردند. ایوون سه‌رویس در سال ۱۹۲۰ نشان افتخار لژیون را دریافت کرد و در سال ۱۹۳۴ به عنوان افسر نشان لئوپولد انتخاب شد.
سه‌رویس در سال ۱۹۵۳ در پاریس درگذشت. طبق وصیت‌نامه‌اش، بیشتر آثارش را به شهر منن بخشید.